# Kathy Radzuweit
Kathy Radzuweit (Berlino, 2 marzo 1982) è un'ex pallavolista tedesca.
Giocava nel ruolo di centrale.

## Carriera
Kathy Radzuweit inizia la sua carriera pallavolista nel Volleyball-Club Olympia '93 Berlin. Nel 2001 fa il suo esordio nella nazionale tedesca al World Grand Prix e nello stesso anno passa a livello di club al Volley Cats Berlin. Nella stagione 2002-03 viene ingaggiata dal Bayer 04 Leverkusen, squadra con la quale resterà per ben cinque stagioni. Nel 2003 con la nazionale vince il bronzo ai campionati europei e nella stessa manifestazione viene anche premiata come miglior giocatrice nel fondamentale del muro.
Nella stagione 2007-08 fa il suo esordio nella serie A1 italiana con Imola, mentre nella stagione successiva passa in serie A2 ingaggiata da Donoratico.
Nella stagione 2009-10 torna a giocare in patria nel TV Fischbek Amburgo non ottenendo alcun risultato di rilievo. Nella stagione 2011-12 viene ingaggiata dal club del Rabitə Baku, militante nel massimo campionato azero, con la quale si aggiudica la Coppa del Mondo per club 2011 e vince lo scudetto.
Nella stagione 2012-13 passa allo Sportclub Potsdam, dove resta per tre annate, prima di ritirarsi al termine del campionato 2014-15.

## Palmarès

### Club
- Campionato azero: 1

2011-12
- Campionato mondiale per club: 1

2011

### Premi individuali
- 2003 - Campionato europeo: Miglior muro